# Hoàng Thị Nga
Hoàng Thị Nga (1903 - 1970) là nữ Tiến sĩ khoa học đầu tiên người Việt Nam. Bà cũng là hiệu trưởng đầu tiên của Trường Cao đẳng Khoa học Việt Nam Dân chủ Cộng hòa.

## Lịch sử

Ảnh chụp trang đầu luận văn tiến sĩ của bà Hoàng Thị Nga.

Bà Hoàng Thị Nga sinh năm 1903 trong một gia đình thế gia ở làng Đông Ngạc (tục gọi là làng Vẽ hay Kẻ Vẽ), tổng Minh Cảo, huyện Từ Liêm, phủ Hoài Đức, tỉnh Cầu Đơ (nay là phường Đông Ngạc, quận Bắc Từ Liêm, Hà Nội. Tiên tổ bà là Hoàng Nguyễn Thự, thuộc một gia đình khoa bảng làng Đông Bình (nay thuộc xã Xuân Lai, huyện Gia Bình, tỉnh Bắc Ninh), lấy vợ và lập nghiệp ở làng Vẽ, đỗ Tiến sĩ đệ tam giáp khoa Đinh Mùi (1787). Thân phụ bà là Hoàng Huân Trung, Cử nhân Khoa Quý Mão (1903), sau làm đến Tri phủ Phú Thọ, trí sĩ với hàm Tổng đốc, Hội trưởng Hội Khai trí Tiến đức, dân gian gọi là Cụ Thượng Hoàng.
Xuất thân trong gia đình có truyền thống học hành, thân phụ có tư tưởng tiến bộ, thông giỏi cả Nho học lẫn Quốc ngữ, thuở nhỏ bà được cho theo học trường nữ sinh tiểu học Pháp-Việt Ecole Brieux (bấy giờ còn ở số 51 và 53 phố Jules Ferry, còn gọi là phố Hàng Trống, sau mới chuyển về số 29 phố Takou, còn gọi là phố Hàng Cót, nay là Trường THCS Thanh Quan) tại Hà Nội. Sau đó bà được cho theo học Trường Sư phạm nữ sinh người Việt (École Normale des Institutrices annamites, nay là trường Trường THCS Trưng Vương) ở phố Hàng Bài (tên chính thức là Đại lộ Đồng Khánh).
Sau khi tốt nghiệp trường sư phạm, bà đi dạy học ở Đáp Cầu (Bắc Ninh) một thời gian. Sau đó bà tiếp tục theo học tại Trường Cao đẳng Sư phạm (École Supérieure de Pédagogie), rồi sang Pháp nhập học tại Khoa Khoa học (Faculté des sciences) thuộc Đại học Paris (nay là Đại học Sorbonne) tháng 8 năm 1928 và lấy được bằng Cử nhân vào năm 1931. Ngày 19 tháng 3 năm 1935, bà bảo vệ thành công luận án Tiến sĩ Khoa học vật lý (Docteur ès sciences physiques) với nhan đề "Tính chất quang điện của các chất hữu cơ" (Propriétés photovoltaïques des substances organiques). Bà trở thành phụ nữ Việt Nam đầu tiên đạt được học vị Tiến sĩ khoa học.
| “                                          | Thời 1930, cũng theo Phạm Duy thì có phong trào "tiểu thư đi bộ" do cô Hoàng Thị Nga khởi xướng, kêu gọi chị em mặc quần chẽn đi bộ trong phố Hà Nội rồi tiến tới đi từ Hà Nội xuống Hải Phòng, bị dư luận đàm tiếu vì "dám mặc quần đùi ra đường". Nếu cô Nga này với cô Nga dòng họ Hoàng Đông Ngạc là một thì cô này cũng là nữ tiến sĩ khoa học đầu tiên của VN, cũng là hiệu trưởng đầu tiên trường ĐH Khoa học, ĐH Quốc gia của VNDCCH - song theo kể lại thì: "Được độ hai tháng sau khi khai trường, thì tôi không thấy bà đến trường làm việc nữa. Trước đó thường ngày bà đến rất đúng giờ vì nhà bà ở ngay phố Lý Thường Kiệt. Một số thầy giáo trong đó có tôi đã không hiểu tại sao? Ít lâu sau thì nghe tin bà đã rời Việt Nam về Pháp. Sau này, anh Phạm Mậu Quân, thầy giáo ở phòng Vật lý cùng bộ môn với bà có cho biết là anh có tới thăm bà thì được bà kể cho biết là một buổi sáng tới trường, bà bị một anh bộ đội giải phóng người Tày đứng gác cổng trường hỏi, chắc thấy bà quá dị dạng trong bộ Âu phục lạ mắt, "Ê, con me kia đi đâu?", bà điềm tĩnh trả lời "Tôi là giám đốc trường Đại học Khoa học". Anh này không chịu, hỏi tiếp "Giấy phép đâu?", bà nói "Giấy phép tôi để ở nhà". Anh này khoát tay súng "Không giấy phép, không được vào" và bà đã bỏ về nhà thẳng". | ” |
| — Nguyễn Trương Quý, Nữ lưu cải cách, 2020 | |   |

Những hành trạng sau đó của bà không rõ. Theo các tài liệu khảo cứu, thì sau khi đạt học vị Tiến sĩ, bà về nước và đi dạy tại Trường Cao đẳng Khoa học, Viện Đại học Đông Dương. Dù là một trong những tiến sĩ khoa học hiếm hoi ở Đông Dương thời bấy giờ, nhưng vì là người bản xứ, nên bà luôn bị kỳ thị và không nhận được đãi ngộ xứng đáng từ chính quyền thuộc địa. Mãi đến ngày 15 tháng 5 năm 1945, bà mới được chính phủ Đế quốc Việt Nam bổ nhiệm làm giáo sư của trường Cao đẳng Khoa học và đến ngày 15 tháng 8 năm 1945, bà được đề bạt làm hiệu trưởng trường này.
Tuy nhiên, do tình hình chính trị thời cuộc, chính phủ bị xem là "bù nhìn" của học giả Trần Trọng Kim không thể đứng vững. Cách mạng tháng 8 nổ ra, chính quyền Việt Nam Dân chủ cộng hòa được thành lập. Ngày 7 tháng 11 năm 1945, chính phủ Việt Nam Dân chủ cộng hòa ra nghị định truy lĩnh lương cho bà ở chức vụ giáo sư và hiệu trưởng, vốn chưa được hưởng từ lúc bà được bổ nhiệm và bà vẫn tiếp tục giữ chức vụ cũ cũng như mức lương theo quy định của chính quyền mới.
Khác với thông tin của đoạn trích dẫn trên, các nhà khảo cứu cho rằng lý do bà Nga sang Pháp kỳ thực do nghị định ngày 18 tháng 2 năm 1946 của Bộ trưởng Bộ Quốc gia giáo dục Vũ Đình Hòe ban hành, cho phép các ban đại học tạm đình giảng ít lâu. Do tình trạng căng thẳng, nguy cơ bùng nổ chiến tranh Pháp tái chiếm Đông Dương, nên không lâu sau nghị định nói trên, bà đã xin nghỉ việc và sang Pháp "định cư vì việc riêng".
Sau khi sang Pháp, bà sống âm thầm, hành trạng cũng không được biết đến. Theo người cháu ruột, trong gia phả rất ít thông tin về bà Hoàng Thị Nga, có thể vì bà là "nữ giới", mà theo quan niệm của người xưa là "ngoại tộc". Chỉ biết bà không lập gia đình và qua đời tại Pháp năm 1970. Ban đầu bà được an táng tại Nice. Ngày 13 tháng 9 năm 2000, di cốt bà được cải táng về nghĩa trang Antony, đường Châteney 92160 Antony (Hauts-de-Seine), trong hầm mộ của gia đình người em trai Hoàng Cơ Thụy.

## Quyến thuộc
Thân phụ
- Hoàng Huân Trung (1877-1950), Cử nhân Khoa Quý Mão (1903), Tri phủ Phú Thọ, hàm Tổng đốc, Hội trưởng Hội Khai trí Tiến đức, dân gian gọi là Cụ Thượng Hoàng.

Thân mẫu
- Nguyễn Thị Nhân

Kế mẫu
- Vũ Thị Trúc

Anh em ruột
- Hoàng Cơ Nghị (1899 – 1971), Cử nhân vật lý Pháp, Giáo sư
- Hoàng Thị Nghiên (1906-2002), thân mẫu Trung tá Nguyễn Triệu Hồng chỉ huy cuộc đảo chính ngày 11 tháng 11 năm 1960 tại miền Nam Việt Nam.
- Hoàng Cơ Bình (1909–1988), Nha sĩ, sáng lập viên Việt Nam Hưng quốc Đảng, ứng viên tổng thống Việt Nam Cộng hòa năm 1967.
- Hoàng Thị Nhâm (1910-?), vợ Bác sĩ Ngô Đăng Ngạnh, nguyên Giám đốc Bệnh viện Bạch Mai và là thầy thuốc riêng của Chủ tịch Hồ Chí Minh.
- Hoàng Cơ Thụy (1912–2004), Luật sư, cựu Đại sứ Việt Nam Cộng hòa tại Lào, tác giả bộ Việt sử khảo luận.
- Hoàng Thị Ninh (1916-?), vợ Bác sĩ Vũ Minh Ngọc tại Pháp.

Em cùng cha khác mẹ
- Hoàng Cơ Quảng (1928–1994), Đại tá Quân đội Nhân dân Việt Nam
- Hoàng Thị Châu An (1930), nhà giáo, thân mẫu ông Đỗ Hoàng Điềm, Chủ tịch đảng Việt Tân.
- Hoàng Cơ Long (1934), Luật sư
- Hoàng Cơ Minh (1935–1987), Phó đề đốc Hải quân Việt Nam Cộng hòa, sáng lập viên Mặt trận Quốc gia Thống nhất Giải phóng Việt Nam và Việt Nam Canh tân Cách mạng Đảng.
- Hoàng Thị Châu Qui (1937-?), Luật sư
- Hoàng Cơ Định (1940), Tiến sĩ hóa học, đảng viên Việt Nam Canh tân Cách mạng Đảng
- Hoàng Cơ Trường (1942–1982), Bác sĩ

Em nuôi
- Thẩm Hoàng Tín (1909–1991), Dược sĩ, nguyên Thị trưởng Hà Nội 1950-1952

## Liên kết
- Cô Hoàng Thị Nga mới đỗ Tiến sĩ về khoa học Vật lý học, Tạp chí Khoa Học, Số 97, 1 Tháng Bảy 1935
- Nữ tiến sĩ là hiệu trưởng đầu tiên của Trường ĐH Khoa học
- Về nữ trí thức Việt Nam Lưu trữ ngày 24 tháng 2 năm 2019 tại Wayback Machine